# 阿部寿美子
阿部 寿美子（あべ すみこ、1930年〈昭和5年〉9月3日 - ）は、日本の女優・声優。東京府豊多摩郡代々幡町（現：東京都渋谷区）出身。夫は映画評論家の深沢哲也。

## 来歴
俳優座養成所の第1期生。
1952年俳優座準劇団員となり、同年映画「慟哭」でデビューする。1954年青年座に参加するがすぐに脱退、同年新東宝と専属契約。1957年劇団現代座に入るがまもなく脱退。同年、深沢哲也と結婚。
以前はプロダクションMAY・25に所属していた。
声優としては、NHKの人形劇『新八犬伝』の玉梓役が有名。登場時の「我こそは玉梓が怨霊」という決まり文句は、辻村ジュサブローによる迫力ある造形の人形と相まって、当時の視聴者の子どもに強い印象を与えた。阿部によると、この玉梓の台詞の演技は大変に体力を消耗するもので、体調の悪かったときには貧血で医務室行きになったこともあったという。
1977年から1992年まで辻村ジュサブローの人形芝居に語りとして参加する。1985年から毎年8月15日横浜で「平和を語る会」を上演している。

## 人物
趣味は旅行。

## 出演

### 映画
- 慟哭（1952年）
- ひまわり娘（1953年）
- 思春の泉（1953年）
- 悲恋まむろ川（1954年）
- ほらふき丹次（1954年）
- 男一匹（1955年）
- 次郎物語（1955年）
- 風流交番日記（1955年）
- ノイローゼ兄さんガッチリ娘（1956年）
- 阿修羅三剣士（1956年）
- 勝鬨天魔峠（1956年）
- 女競輪王（1956年）
- 人形佐七捕物帖　妖艶六死美人（1956年）
- 妖雲里見快挙伝（1956年）
- 妖雲里見快挙伝　解決篇（1957年）
- 怪談累が渕（1957年）
- 霧の旗（1965年）
- 運が良けりゃ（1966年）
- 橋のない川（1969年）
- 愛するあした（1969年）
- 新八犬伝　第一部　芳流閣の決斗（1975年）
- 聖母観音大菩薩（1977年）
- 春男の翔んだ空（1977年）
- 北緯15°のデュオ（1991年）

### テレビドラマ
- ダイヤル110番（1957年、NTV）
- 寒流（1960年、NTV）
- 雪国（1962年、TBS）
- 風の視線（1962年、NET）
- 海の畑[3]（1963年、NHK）
- 三匹の侍（CX）
  - 第1シリーズ 第6話「江戸無惨」（1963年）
  - 第4シリーズ 第3話「弁天楼異聞」（1966年） - おとき
  - 第4シリーズ 第20話「京十郎祭り囃子」（1967年） - お銀
  - 第5シリーズ 第16話「大当り百番富」（1968年） - おたき
- 特別機動捜査隊 （NET、東映）
  - 第123話「夜の女」（1964年）
  - 第242話「化石のような女」（1966年）
  - 第268話「木枯しの街」（1966年）
  - 第277話「春の波紋」（1967年）
  - 第311話「沈黙の人」（1967年）- 伊津子
  - 第352話「年上の女」（1968年）
  - 第375話「鶏はふたたび鳴く」（1969年）
  - 第420話「女囚」（1969年）- 民子
  - 第455話「金髪と口紅」（1969年）- ゆき江
  - 第556話「若い男と女の坂道」（1972年）- 池永町子
  - 第572話「二十七年目の女」（1972年）- 由美
  - 第645話「ある女子大生・異常の愛」（1974年）- 梅太郎
  - 第646話「嘆きの天使」（1974年）- 幾子
- ライオン奥様劇場 / 美貌の罪（1969年、CX）
- 柳橋物語（1970年、CX）
- 男は度胸（1970年、NHK）
- 日本怪談劇場 第2話「牡丹灯籠 鬼火の巻」・第3話「牡丹灯籠 蛍火の巻」（1970年、12ch） - おみね
- 繭子ひとり（1971年、NHK連続テレビ小説）

- NHK大河ドラマ「国盗り物語」（1973年、NHK）
- 雑居時代（1973年〜1974年、NTV / ユニオン映画）- 婦長
- 放浪家族（1975年、MBS）
- 夜明けの刑事 第79話「名犬ペンジー探偵物語」（1976年7月28日、TBS / 大映テレビ） - ハル
- 七人の刑事 第5話「刑事に結婚詐欺師」（1978年、TBS）
- 土曜ドラマ（NHK）
  - 松本清張シリーズ・天城越え（1978年） - 女将
  - 横浜物語（1982年） - 磯部八千代
- 金曜ドラマ / 冬の花火（1979年、TBS）
- 夏の光に…（1980年10月24日、NHK） - 竹内
- 竹とんぼ（1980年、NTV）
- 新五捕物帳 第112話「小判と幽霊」（1980年、NTV）
- 御宿かわせみ 第23話「花冷え」（1981年、NHK）
- 天まであがれ!（1982年、NTV）
- 源さん（1983年、NTV）
- 花王愛の劇場（TBS）
  - 女橋（1983年）
  - 料理恋物語（1988年）
  - 夏色のアルバム（1990年）
  - おべんきょう（1992年）
- 大江戸捜査網 第630話「遊女流転! 津軽おんな恋唄」（1983年、テレビ東京） - おくら
- 大岡越前 第8部 第11話「十手に隠れた悪企み」（1984年10月1日、TBS / C.A.L） - およね
- 金曜女のドラマスペシャル / 悪魔からの通告（1986年、CX）
- 太陽にほえろ! 第707話「いつか見た、青い空」（1986年、NTV） - 高村菊栄
- ドラマ 女の手記「車椅子の恐怖 私の足を返して!」（1987年、TX）
- 女無宿人 半身のお紺 第5話「束の間の夢にて候」（1991年、TX）
- 金曜ドラマシアター / ゆうべの秘密殺人事件（1991年、CX）
- 珠玉の女（1992年、YTV）
- はぐれ刑事純情派（1992年） ‐ 吉沢民子
- 土曜ワイド劇場（ANB）
  - 「白樺湖逆転殺人」（1992年）
  - 「終着駅シリーズ 碧の十字架」（1994年）
- 水戸黄門（TBS / C.A.L）
  - 第22部 第10話「暗雲晴れた和歌山城 -和歌山-」（1993年） - ふさ
  - 第24部 第32話「追われた男の恩返し -盛岡-」（1996年） - すが
- 水戸黄門外伝 かげろう忍法帖 第7話「地獄に夢の花が咲く」（1995年、TBS）
- 火曜サスペンス劇場 / 女弁護士・高林鮎子23 秋田新幹線 冬の迷彩（1999年、NTV）

### その他の番組
- 一枚の写真（1986年、CX）

### テレビ人形劇
- 新八犬伝（1973-1975年、NHK）
- こどもにんぎょう劇場（NHK教育）

### 舞台
- ボロと宝石
- 藪原検校
- 越前竹人形
- 羅生門
- ゴドーを待ちながら
- 蒼き狼
- マクベス
- 山せう太夫
- 救急車
- 湾岸から遠く離れて
- 海神別荘（1980年、語り 他[4]）

### 吹き替え
- ER緊急救命室シーズン6・7・9（イザベル・コーデイ〈ジュディ・パーフィット〉）
- エリックの青春
- おばあちゃんの贈り物（グレース〈ジェシカ・タンディ〉）※NHK版
- ドクタークイン 大西部の女医物語（サム）
- ジェシカおばさんの事件簿（レアード学部長）
- スコールズ・ブライドル〜鉄の口枷(マチルダ・ギレスピー)
- 逃亡者　#99、#104(<セレステ・ホルム>)
- 刑事コロンボ 逆転の構図（フランセス・ガレスコ）
- ニューヨーク東8番街の奇跡（フェイ・ライリー〈ジェシカ・タンディ〉）※フジテレビ版（思い出の復刻版BD収録）
- 名探偵ポワロ 第3シリーズ スタイルズ荘の怪事件（エミリー・イングルソープ）
- 私を助けて/吹雪が恐怖を運んでくる・人妻監禁事件（キン・ソルヴィング夫人〈ローズマリー・マーフィー〉）